# Adam Bobiński
Adam Michał Bobiński (ur. 21 kwietnia 1896 w Jurkowszczyźnie, pow. prużański, zm. 1982) – polski lekkoatleta, skoczek wzwyż.

## Życiorys
Syn Jerzego (1862–1939) i Jadwigi z Brukalskich. Podczas rozegranych w sierpniu 1921 we Lwowie mistrzostw Polski seniorów, jako zawodnik WKS Warszawa, zdobył srebrny medal w skoku wzwyż uzyskując 1,61 m (rekord życiowy zawodnika).
Od 10 marca do końca lipca 1921 był słuchaczem Oficerskiego Kursu Gimnastyczno-Sportowego w Głównej Szkole Wojskowej Gimnastyki i Sportów w Poznaniu. W latach 1923–1928 pełnił służbę w 56 Pułku Piechoty Wielkopolskiej w Krotoszynie. 3 maja 1926 został mianowany kapitanem ze starszeństwem z 1 lipca 1925 roku i 146. lokatą w korpusie oficerów piechoty. Później został przeniesiony do 83 Pułku Piechoty w Kobryniu. Z dniem 5 stycznia 1931 został powołany do Wyższej Szkoły Wojennej w Warszawie, w charakterze słuchacza dwuletniego kursu 1930–1932. W marcu 1932, nie ukończywszy kursu, został przeniesiony do Szkoły Podoficerów Piechoty dla Małoletnich Nr 2 w Grudziądzu (od sierpnia 1932 w Śremie). Po 5 czerwca 1935, w tym samym stopniu i starszeństwie, został przeniesiony do korpusu oficerów uzbrojenia. W marcu 1939 pełnił służbę w Kierownictwie Zaopatrzenia Uzbrojenia na stanowisku referenta.
26 października 1940 został przeniesiony z 1 Pułku Artylerii Lekkiej do 6 Batalionu Strzelców (Podhalańskich) na stanowisko oficera broni.

## Ordery i odznaczenia
- Srebrny Krzyż Zasługi (22 maja 1939)[16][13]